# Буревісник світлоногий
 Буревісник світлоногий (Ardenna carneipes) — морський птах середнього розміру з родини буревісників (Procellariidae).

## Поширення
Птах гніздиться на острові Сент-Поль (Французькі Південні і Антарктичні Території), острові Лорд-Гав (Австралія), островах біля південно-західної материкової Австралії, південній Австралії (у двох ізольованих колоніях) і островах біля Північного та Південного островів (Нова Зеландія). У позагніздовий сезон живе у відкритому мору на півночі Тихого океану та в Індійському океані.